# Interlands Senegalees voetbalelftal 2010-2019
Deze pagina toont een chronologisch en gedetailleerd overzicht van de interlands die het Senegalees voetbalelftal speelt en heeft gespeeld in de periode 2010 – 2019. In dit decennium nam Senegal vooralsnog deel aan drie edities van het Afrikaans kampioenschap voetbal. Senegal wist zich nog niet te plaatsen voor het wereldkampioenschap voetbal. In het najaar van 2013 werden wel de play-offs bereikt voor deelname aan het WK 2014, maar over twee wedstrijden werd verloren van Ivoorkust.

## Interlands

### 2010
|                                                              |             |                                     |         |                                                                                      |
| 3 maart Vriendschappelijk № 484 «onderlinge duels» 16:00 uur | Griekenland | 0 – 2                               | Senegal | Panthessalikostadion, Volos Toeschouwers: 10.000 Scheidsrechter: Damir Skomina (SLO) |
| 3 maart Vriendschappelijk № 484 «onderlinge duels» 16:00 uur |             | 71' Mamadou Niang 80' Guirane N'Daw |         | Panthessalikostadion, Volos Toeschouwers: 10.000 Scheidsrechter: Damir Skomina (SLO) |

|                                                             |                    |       |         |                                                                                   |
| 10 mei Vriendschappelijk № 485 «onderlinge duels» 19:00 uur | Mexico             | 1 – 0 | Senegal | Soldier Field, Chicago Toeschouwers: 60.000 Scheidsrechter: Ricardo Salazar (USA) |
| 10 mei Vriendschappelijk № 485 «onderlinge duels» 19:00 uur | Alberto Medina 60' |       |         | Soldier Field, Chicago Toeschouwers: 60.000 Scheidsrechter: Ricardo Salazar (USA) |

|                                                             |                                             |       |         |                                                                                   |
| 27 mei Vriendschappelijk № 486 «onderlinge duels» 19:15 uur | Denemarken                                  | 2 – 0 | Senegal | Energi Nord Arena, Aalborg Toeschouwers: 14.112 Scheidsrechter: Bas Nijhuis (NED) |
| 27 mei Vriendschappelijk № 486 «onderlinge duels» 19:15 uur | Christian Poulsen 26' Thomas Enevoldsen 90' |       |         | Energi Nord Arena, Aalborg Toeschouwers: 14.112 Scheidsrechter: Bas Nijhuis (NED) |

|                                                                  |                |       |            |                                    |
| 11 augustus Vriendschappelijk № 487 «onderlinge duels» 17:00 uur | Senegal        | 1 – 0 | Kaapverdië | Stade Léopold Sédar Senghor, Dakar |
| 11 augustus Vriendschappelijk № 487 «onderlinge duels» 17:00 uur | Mame Diouf 47' |       |            | Stade Léopold Sédar Senghor, Dakar |

|                                                                             |                                      |       |                                                                     |                                                                                       |
| 5 september Kwalificatie AK 2012 Groep E № 488 «onderlinge duels» 15:00 uur | Congo-Kinshasa                       | 2 – 4 | Senegal                                                             | Stade de Martyrs, Kinshasa Toeschouwers: 40.000 Scheidsrechter: Djamel Haimoudi (ALG) |
| 5 september Kwalificatie AK 2012 Groep E № 488 «onderlinge duels» 15:00 uur | Kazembe Mihayo 42' Patou Kabangu 71' |       | 6' Moussa Sow 12' Mamadou Niang 22' Mamadou Niang 57' Mamadou Niang | Stade de Martyrs, Kinshasa Toeschouwers: 40.000 Scheidsrechter: Djamel Haimoudi (ALG) |

|                                                                           | |       |           |                                                                                              |
| 9 oktober Kwalificatie AK 2012 Groep E № 489 «onderlinge duels» 18:30 uur | Senegal | 7 – 0 | Mauritius | Stade Léopold Sédar Senghor, Dakar Toeschouwers: 25.000 Scheidsrechter: Daniel Bennett (RSA) |
| 9 oktober Kwalificatie AK 2012 Groep E № 489 «onderlinge duels» 18:30 uur | Papiss Cissé 8' Mamadou Niang 22' Papiss Cissé 38' Moussa Sow 47' Mamadou Niang 62' Papiss Cissé 76' Joye Estazie 90' (e.d.) |       |           | Stade Léopold Sédar Senghor, Dakar Toeschouwers: 25.000 Scheidsrechter: Daniel Bennett (RSA) |

|                                                                  |                                 |       |                               |                                                                                            |
| 17 november Vriendschappelijk № 490 «onderlinge duels» 17:00 uur | Senegal                         | 2 – 1 | Gabon                         | Stade Michel-Hidalgo, Saint-Gratien Toeschouwers: 2.000 Scheidsrechter: Ruddy Buquet (FRA) |
| 17 november Vriendschappelijk № 490 «onderlinge duels» 17:00 uur | Papiss Cissé 43' Issiar Dia 56' |       | 28' Pierre-Emerick Aubameyang | Stade Michel-Hidalgo, Saint-Gratien Toeschouwers: 2.000 Scheidsrechter: Ruddy Buquet (FRA) |

### 2011
|                                                                 |                                                 |       |        |                                                        |
| 9 februari Vriendschappelijk № 491 «onderlinge duels» 16:00 uur | Senegal                                         | 3 – 0 | Guinee | Stade Léopold Sédar Senghor, Dakar Toeschouwers: 5.000 |
| 9 februari Vriendschappelijk № 491 «onderlinge duels» 16:00 uur | Papiss Cissé 19' Moussa Sow 60' Dame N'Doye 85' |       |        | Stade Léopold Sédar Senghor, Dakar Toeschouwers: 5.000 |

|                                                                          |              |       |          |                                                                                             |
| 26 maart Kwalificatie AK 2012 Groep E № 492 «onderlinge duels» 18:00 uur | Senegal      | 1 – 0 | Kameroen | Stade Léopold Sédar Senghor, Dakar Toeschouwers: 80.000 Scheidsrechter: Yosr Saadalah (TUN) |
| 26 maart Kwalificatie AK 2012 Groep E № 492 «onderlinge duels» 18:00 uur | Demba Ba 90' |       |          | Stade Léopold Sédar Senghor, Dakar Toeschouwers: 80.000 Scheidsrechter: Yosr Saadalah (TUN) |

|                                                                        |          |       |         |                                                                                       |
| 4 juni Kwalificatie AK 2012 Groep E № 493 «onderlinge duels» 18:00 uur | Kameroen | 0 – 0 | Senegal | Roumdé Adjiastadion, Garoua Toeschouwers: 45.000 Scheidsrechter: Helder Martins (ANG) |
| 4 juni Kwalificatie AK 2012 Groep E № 493 «onderlinge duels» 18:00 uur |          |       |         | Roumdé Adjiastadion, Garoua Toeschouwers: 45.000 Scheidsrechter: Helder Martins (ANG) |

|                                                                             |         |                                         |         |                                                                                             |
| 10 augustus Kwalificatie AK 2012 Groep D № 494 «onderlinge duels» 20:00 uur | Senegal | 0 – 2                                   | Marokko | Stade Léopold Sédar Senghor, Dakar Toeschouwers: 8.000 Scheidsrechter: Bakary Gassama (GAM) |
| 10 augustus Kwalificatie AK 2012 Groep D № 494 «onderlinge duels» 20:00 uur |         | 9' Houssine Kharja 24' Youssef El-Arabi |         | Stade Léopold Sédar Senghor, Dakar Toeschouwers: 8.000 Scheidsrechter: Bakary Gassama (GAM) |

|                                                                             |                               |       |                |                                                                                               |
| 3 september Kwalificatie AK 2012 Groep E № 495 «onderlinge duels» 15:00 uur | Senegal                       | 2 – 0 | Congo-Kinshasa | Stade Léopold-Sédar-Senghor, Dakar Toeschouwers: 35.000 Scheidsrechter: Noumandiez Doué (CIV) |
| 3 september Kwalificatie AK 2012 Groep E № 495 «onderlinge duels» 15:00 uur | Moussa Sow 34' Moussa Sow 50' |       |                | Stade Léopold-Sédar-Senghor, Dakar Toeschouwers: 35.000 Scheidsrechter: Noumandiez Doué (CIV) |

|                                                                           |           |                                 |         |                                                                              |
| 9 oktober Kwalificatie AK 2012 Groep E № 496 «onderlinge duels» 17:00 uur | Mauritius | 0 – 2                           | Senegal | Stade Anjalay, Mapou Toeschouwers: 1.500 Scheidsrechter: Janny Sikazwe (ZAM) |
| 9 oktober Kwalificatie AK 2012 Groep E № 496 «onderlinge duels» 17:00 uur |           | 9' Dame N'Doye 25' Papiss Cissé |         | Stade Anjalay, Mapou Toeschouwers: 1.500 Scheidsrechter: Janny Sikazwe (ZAM) |

|                                                                  |                             |       |                                                                                |                                     |
| 11 november Vriendschappelijk № 497 «onderlinge duels» 16:00 uur | Guinee                      | 1 – 4 | Senegal                                                                        | Stade Aimé Bergeal, Mantes-la-Ville |
| 11 november Vriendschappelijk № 497 «onderlinge duels» 16:00 uur | Pascal Feindouno 89' (pen.) |       | 12' Guirane N'Daw 26' Souleymane Camara 30' (pen.) Deme N'Diaye 71' Mame Diouf | Stade Aimé Bergeal, Mantes-la-Ville |

### 2012
|                                                                 |              |       |        |                                                         |
| 12 januari Vriendschappelijk № 498 «onderlinge duels» 18:00 uur | Senegal      | 1 – 0 | Soedan | Stade Léopold Sédar Senghor, Dakar Toeschouwers: 35.000 |
| 12 januari Vriendschappelijk № 498 «onderlinge duels» 18:00 uur | Demba Ba 22' |       |        | Stade Léopold Sédar Senghor, Dakar Toeschouwers: 35.000 |

|                                                                 |                  |       |       |                                    |
| 15 januari Vriendschappelijk № 499 «onderlinge duels» 18:00 uur | Senegal          | 1 – 0 | Kenia | Stade Léopold Sédar Senghor, Dakar |
| 15 januari Vriendschappelijk № 499 «onderlinge duels» 18:00 uur | Papiss Cissé 63' |       |       | Stade Léopold Sédar Senghor, Dakar |

| Afrikaans kampioenschap voetbal 2012 |
| ------------------------------------ |

|                                                                               |                 |       |                                         |                                                                              |
| 21 januari Afrikaans kampioenschap Groep A № 500 «onderlinge duels» 21:00 uur | Senegal         | 1 – 2 | Zambia                                  | Estadio de Bata, Bata Toeschouwers: 17.500 Scheidsrechter: Sidi Alioum (CMR) |
| 21 januari Afrikaans kampioenschap Groep A № 500 «onderlinge duels» 21:00 uur | Dame N'Doye 73' |       | 12' Emmanuel Mayuka 20' Rainford Kalaba | Estadio de Bata, Bata Toeschouwers: 17.500 Scheidsrechter: Sidi Alioum (CMR) |

|                                                                               |                                     |       |                |                                                                                      |
| 25 januari Afrikaans kampioenschap Groep A № 501 «onderlinge duels» 20:15 uur | Equatoriaal-Guinea                  | 2 – 1 | Senegal        | Estadio de Bata, Bata Toeschouwers: 35.000 Scheidsrechter: Khalid Abdel Rahman (SUD) |
| 25 januari Afrikaans kampioenschap Groep A № 501 «onderlinge duels» 20:15 uur | Randy Iyanga 62' Kily Álvarez 90+4' |       | 89' Moussa Sow | Estadio de Bata, Bata Toeschouwers: 35.000 Scheidsrechter: Khalid Abdel Rahman (SUD) |

|                                                                               |                                      |       |                  |                                                                                          |
| 29 januari Afrikaans kampioenschap Groep A № 502 «onderlinge duels» 18:00 uur | Libië                                | 2 – 1 | Senegal          | Estadio de Bata, Bata Toeschouwers: 10.000 Scheidsrechter: Rajindraparsad Seechurn (MRI) |
| 29 januari Afrikaans kampioenschap Groep A № 502 «onderlinge duels» 18:00 uur | Ihaab Boussefi 6' Ihaab Boussefi 84' |       | 11' Deme N'Diaye | Estadio de Bata, Bata Toeschouwers: 10.000 Scheidsrechter: Rajindraparsad Seechurn (MRI) |

|  |  |  |  |  |  |  |  |  |

|                                                                  |             |       |         |                                                                  |
| 29 februari Vriendschappelijk № 503 «onderlinge duels» 20:30 uur | Zuid-Afrika | 0 – 0 | Senegal | Moses Mabhidastadion, Durban Scheidsrechter: Ruzive Ruzive (ZIM) |
| 29 februari Vriendschappelijk № 503 «onderlinge duels» 20:30 uur |             |       |         | Moses Mabhidastadion, Durban Scheidsrechter: Ruzive Ruzive (ZIM) |

|                                                             |         |                   |         |                                                                      |
| 25 mei Vriendschappelijk № 504 «onderlinge duels» 19:00 uur | Marokko | 0 – 1             | Senegal | Stade de Marrakech, Marrakech Scheidsrechter: Nasrallah Jawadi (TUN) |
| 25 mei Vriendschappelijk № 504 «onderlinge duels» 19:00 uur |         | 10' Moussa Konaté |         | Stade de Marrakech, Marrakech Scheidsrechter: Nasrallah Jawadi (TUN) |

|                                                                        |                                                   |       |                   |                                                                                               |
| 2 juni Kwalificatie WK 2014 Groep J № 505 «onderlinge duels» 18:00 uur | Senegal                                           | 3 – 1 | Liberia           | Stade Léopold Sédar Senghor, Dakar Toeschouwers: 15.000 Scheidsrechter: Noumandiez Doué (CIV) |
| 2 juni Kwalificatie WK 2014 Groep J № 505 «onderlinge duels» 18:00 uur | Ibrahima Baldé 33' Dame N'Doye 71' Sadio Mané 83' |       | 10' Moussa Konaté | Stade Léopold Sédar Senghor, Dakar Toeschouwers: 15.000 Scheidsrechter: Noumandiez Doué (CIV) |

|                                                                        |                       |       |                  |                                                                                           |
| 9 juni Kwalificatie WK 2014 Groep J № 506 «onderlinge duels» 16:00 uur | Oeganda               | 1 – 1 | Senegal          | Nelson Mandelastadion, Kampala Toeschouwers: 30.000 Scheidsrechter: Mohamed Benouza (ALG) |
| 9 juni Kwalificatie WK 2014 Groep J № 506 «onderlinge duels» 16:00 uur | Godfrey Walusimbi 87' |       | 37' Papiss Cissé | Nelson Mandelastadion, Kampala Toeschouwers: 30.000 Scheidsrechter: Mohamed Benouza (ALG) |

|                                                                                  |                                                                        |       |                                  |                                                                                |
| 8 september Kwalificatie AK 2013 Tweede ronde № 507 «onderlinge duels» 18:00 uur | Ivoorkust                                                              | 4 – 2 | Senegal                          | Stade Félix Houphouët-Boigny, Abidjan Scheidsrechter: Bouchaïb El Ahrach (MAR) |
| 8 september Kwalificatie AK 2013 Tweede ronde № 507 «onderlinge duels» 18:00 uur | Salomon Kalou 43' Gervinho 65' Didier Drogba 81' (pen.) Max Gradel 85' |       | 33' Dame N'Doye 59' Papiss Cissé | Stade Félix Houphouët-Boigny, Abidjan Scheidsrechter: Bouchaïb El Ahrach (MAR) |

|                                                                                 |         |                                            |           |                                                                                     |
| 13 oktober Kwalificatie AK 2013 Tweede ronde № 508 «onderlinge duels» 20:30 uur | Senegal | 0 – 2                                      | Ivoorkust | Stade Léopold Senghor, Dakar Toeschouwers: 53.000 Scheidsrechter: Slim Jedidi (TUN) |
| 13 oktober Kwalificatie AK 2013 Tweede ronde № 508 «onderlinge duels» 20:30 uur |         | 51' Didier Drogba 70' (pen.) Didier Drogba |           | Stade Léopold Senghor, Dakar Toeschouwers: 53.000 Scheidsrechter: Slim Jedidi (TUN) |

|                                                                  |                        |       |                |                                                                                    |
| 14 november Vriendschappelijk № 509 «onderlinge duels» 18:00 uur | Niger                  | 1 – 1 | Senegal        | Stade Général Seyni Kountché, Niamey Scheidsrechter: Oumarou Alain Ouedraogo (BUR) |
| 14 november Vriendschappelijk № 509 «onderlinge duels» 18:00 uur | Issa Modibo Sidibé 44' |       | 48' Sadio Mané | Stade Général Seyni Kountché, Niamey Scheidsrechter: Oumarou Alain Ouedraogo (BUR) |

### 2013
|                                                                 |                                              |       |               |                                                                                         |
| 15 januari Vriendschappelijk № 510 «onderlinge duels» 20:00 uur | Chili                                        | 2 – 1 | Senegal       | Estadio La Portada, La Serena Toeschouwers: 10.000 Scheidsrechter: Germán Delfino (ARG) |
| 15 januari Vriendschappelijk № 510 «onderlinge duels» 20:00 uur | Carlos Muñoz 52' Fernando Meneses 65' (pen.) |       | 10' Pape Sané | Estadio La Portada, La Serena Toeschouwers: 10.000 Scheidsrechter: Germán Delfino (ARG) |

|                                                                 |               |       |                   |                                                                                            |
| 5 februari Vriendschappelijk № 511 «onderlinge duels» 18:00 uur | Senegal       | 1 – 1 | Guinee            | Stade Municipal Saint-Leu-la-Forêt, Saint-Leu-la-Forêt Scheidsrechter: Fredy Fautrel (FRA) |
| 5 februari Vriendschappelijk № 511 «onderlinge duels» 18:00 uur | Moussa Sow 8' |       | 23' Abdoul Camara | Stade Municipal Saint-Leu-la-Forêt, Saint-Leu-la-Forêt Scheidsrechter: Fredy Fautrel (FRA) |

|                                                                          |                |       |           |                                                                                       |
| 23 maart Kwalificatie WK 2014 Groep J № 512 «onderlinge duels» 16:00 uur | Senegal        | 1 – 1 | Angola    | Stade du 28 Septembre, Conakry Toeschouwers: 13.500 Scheidsrechter: Sidi Alioum (CMR) |
| 23 maart Kwalificatie WK 2014 Groep J № 512 «onderlinge duels» 16:00 uur | Moussa Sow 40' |       | 75' Amaro | Stade du 28 Septembre, Conakry Toeschouwers: 13.500 Scheidsrechter: Sidi Alioum (CMR) |

|                                                                        |                      |       |                  |                                                                                           |
| 8 juni Kwalificatie WK 2014 Groep J № 513 «onderlinge duels» 16:00 uur | Angola               | 1 – 1 | Senegal          | Estádio 11 de Novembro, Luanda Toeschouwers: 40.000 Scheidsrechter: Bernard Camille (SEY) |
| 8 juni Kwalificatie WK 2014 Groep J № 513 «onderlinge duels» 16:00 uur | Guilherme Afonso 51' |       | 23' Papiss Cissé | Estádio 11 de Novembro, Luanda Toeschouwers: 40.000 Scheidsrechter: Bernard Camille (SEY) |

|                                                                         |         |                                          |         | |
| 16 juni Kwalificatie WK 2014 Groep J № 514 «onderlinge duels» 17:00 uur | Liberia | 0 – 2                                    | Senegal | Samuel Kanyon Doe Sports Complex, Monrovia Toeschouwers: 35.000 Scheidsrechter: Davies Omweno (KEN) |
| 16 juni Kwalificatie WK 2014 Groep J № 514 «onderlinge duels» 17:00 uur |         | 19' (pen.) Papiss Cissé 54' Papiss Cissé |         | Samuel Kanyon Doe Sports Complex, Monrovia Toeschouwers: 35.000 Scheidsrechter: Davies Omweno (KEN) |

|                                                                               |                   |       |            |                                                                  |
| 6 juli Kwalificatie CHAN 2014 Eerste ronde № 515 «onderlinge duels» 18:00 uur | Senegal           | 1 – 0 | Mauritanië | Stade Demba Diop, Dakar Scheidsrechter: Mohamed Said Kordi (TUN) |
| 6 juli Kwalificatie CHAN 2014 Eerste ronde № 515 «onderlinge duels» 18:00 uur | Yannick Gomis 65' |       |            | Stade Demba Diop, Dakar Scheidsrechter: Mohamed Said Kordi (TUN) |

|                                                                                |                                          |       |         |                                                                               |
| 20 juli Kwalificatie CHAN 2014 Eerste ronde № 516 «onderlinge duels» 18:00 uur | Mauritanië                               | 2 – 0 | Senegal | Stade Olympique de Nouakchott, Nouakchott Scheidsrechter: Kokou Djaoupé (TOG) |
| 20 juli Kwalificatie CHAN 2014 Eerste ronde № 516 «onderlinge duels» 18:00 uur | Moulaye Ahmed 45' Taghiyoullah Denna 57' |       |         | Stade Olympique de Nouakchott, Nouakchott Scheidsrechter: Kokou Djaoupé (TOG) |

|                                                                  |                  |       |                | |
| 14 augustus Vriendschappelijk № 517 «onderlinge duels» 18:00 uur | Zambia           | 1 – 1 | Senegal        | Stade Municipal Saint-Leu-la-Forêt, Saint-Leu-la-Forêt Toeschouwers: 1.600 Scheidsrechter: Laurent Duhamel (FRA) |
| 14 augustus Vriendschappelijk № 517 «onderlinge duels» 18:00 uur | Jacob Mulenga 1' |       | 9' Dame N'Doye | Stade Municipal Saint-Leu-la-Forêt, Saint-Leu-la-Forêt Toeschouwers: 1.600 Scheidsrechter: Laurent Duhamel (FRA) |

|                                                                             |                |       |         |                                                                                        |
| 7 september Kwalificatie WK 2014 Groep J № 518 «onderlinge duels» 20:00 uur | Senegal        | 1 – 0 | Oeganda | Stade de Marrakech, Marrakech Toeschouwers: 2.000 Scheidsrechter: Daniel Bennett (RSA) |
| 7 september Kwalificatie WK 2014 Groep J № 518 «onderlinge duels» 20:00 uur | Sadio Mané 84' |       |         | Stade de Marrakech, Marrakech Toeschouwers: 2.000 Scheidsrechter: Daniel Bennett (RSA) |

|                                                                             |                                                                  |       |                    | |
| 12 oktober Kwalificatie WK 2014 Play-off № 519 «onderlinge duels» 19:00 uur | Ivoorkust                                                        | 3 – 1 | Senegal            | Stade Félix Houphouët-Boigny, Abidjan Toeschouwers: 30.000 Scheidsrechter: Rajindraparsad Seechurn (MRI) |
| 12 oktober Kwalificatie WK 2014 Play-off № 519 «onderlinge duels» 19:00 uur | Didier Drogba 5' (pen.) Lamine Sané 14' (e.d.) Salomon Kalou 50' |       | 90+5' Papiss Cissé | Stade Félix Houphouët-Boigny, Abidjan Toeschouwers: 30.000 Scheidsrechter: Rajindraparsad Seechurn (MRI) |

|                                                                              |                       |       |                     |                                                                                         |
| 16 november Kwalificatie WK 2014 Play-off № 520 «onderlinge duels» 20:00 uur | Senegal               | 1 – 1 | Ivoorkust           | Stade Mohammed V, Casablanca Toeschouwers: 30.000 Scheidsrechter: Djamel Haimoudi (ALG) |
| 16 november Kwalificatie WK 2014 Play-off № 520 «onderlinge duels» 20:00 uur | Moussa Sow 77' (pen.) |       | 90+4' Salomon Kalou | Stade Mohammed V, Casablanca Toeschouwers: 30.000 Scheidsrechter: Djamel Haimoudi (ALG) |

### 2014
|                                                              |                |       |                    |                                                                                             |
| 5 maart Vriendschappelijk № 521 «onderlinge duels» 16:00 uur | Senegal        | 1 – 1 | Mali               | Stade Municipal Saint-Leu-la-Forêt, Saint-Leu-la-Forêt Scheidsrechter: Antony Gautier (FRA) |
| 5 maart Vriendschappelijk № 521 «onderlinge duels» 16:00 uur | Sadio Mané 61' |       | 73' Cheick Diabaté | Stade Municipal Saint-Leu-la-Forêt, Saint-Leu-la-Forêt Scheidsrechter: Antony Gautier (FRA) |

|                                                             |                    |       |               |                              |
| 21 mei Vriendschappelijk № 522 «onderlinge duels» 19:00 uur | Burkina Faso       | 1 – 1 | Senegal       | Stade du 4 Août, Ouagadougou |
| 21 mei Vriendschappelijk № 522 «onderlinge duels» 19:00 uur | Jonathan Zongo 90' |       | 56' Pape Diop | Stade du 4 Août, Ouagadougou |

|                                                             |                                                    |       |                    |                                                                                    |
| 25 mei Vriendschappelijk № 523 «onderlinge duels» 16:00 uur | Senegal                                            | 3 – 1 | Kosovo             | Stade de Genève, Lancy Toeschouwers: 13.143 Scheidsrechter: Stephan Klossner (SUI) |
| 25 mei Vriendschappelijk № 523 «onderlinge duels» 16:00 uur | Oumar Niasse 41' Oumar Niasse 49' Diafra Sakho 51' |       | 25' Albert Bunjaku | Stade de Genève, Lancy Toeschouwers: 13.143 Scheidsrechter: Stephan Klossner (SUI) |

|                                                             |                                        |       |                                     |                                                                                                   |
| 31 mei Vriendschappelijk № 524 «onderlinge duels» 22:00 uur | Colombia                               | 2 – 2 | Senegal                             | Estadio El Nuevo Gasómetro, Buenos Aires Toeschouwers: 15.000 Scheidsrechter: Silvio Trucco (ARG) |
| 31 mei Vriendschappelijk № 524 «onderlinge duels» 22:00 uur | Teófilo Gutiérrez 11' Carlos Bacca 45' |       | 46' Moussa Konaté 50' Cheikh N'Doye | Estadio El Nuevo Gasómetro, Buenos Aires Toeschouwers: 15.000 Scheidsrechter: Silvio Trucco (ARG) |

|                                                                             |                               |       |        |                                                                          |
| 5 september Kwalificatie AK 2015 Groep G № 525 «onderlinge duels» 20:00 uur | Senegal                       | 2 – 0 | Egypte | Stade Léopold Sédar Senghor, Dakar Scheidsrechter: Koman Coulibaly (MLI) |
| 5 september Kwalificatie AK 2015 Groep G № 525 «onderlinge duels» 20:00 uur | Mame Diouf 17' Sadio Mané 45' |       |        | Stade Léopold Sédar Senghor, Dakar Scheidsrechter: Koman Coulibaly (MLI) |

|                                                                              |          |                                |         |                                                                 |
| 10 september Kwalificatie AK 2015 Groep G № 526 «onderlinge duels» 18:00 uur | Botswana | 0 – 2                          | Senegal | Nationaal stadion, Gaborone Scheidsrechter: Janny Sikazwe (ZAM) |
| 10 september Kwalificatie AK 2015 Groep G № 526 «onderlinge duels» 18:00 uur |          | 33' Sadio Mané 84' Dame N'Doye |         | Nationaal stadion, Gaborone Scheidsrechter: Janny Sikazwe (ZAM) |

|                                                                            |         |       |         |                                                                             |
| 10 oktober Kwalificatie AK 2015 Groep G № 527 «onderlinge duels» 21:00 uur | Senegal | 0 – 0 | Tunesië | Stade Léopold Sédar Senghor, Dakar Scheidsrechter: Eric Otogo-Castane (GAB) |
| 10 oktober Kwalificatie AK 2015 Groep G № 527 «onderlinge duels» 21:00 uur |         |       |         | Stade Léopold Sédar Senghor, Dakar Scheidsrechter: Eric Otogo-Castane (GAB) |

|                                                                            |                   |       |         |                                                                                    |
| 15 oktober Kwalificatie AK 2015 Groep G № 528 «onderlinge duels» 20:15 uur | Tunesië           | 1 – 0 | Senegal | Mustapha Ben Jannetstadion, Monastir Scheidsrechter: Rajindraparsad Seechurn (MRI) |
| 15 oktober Kwalificatie AK 2015 Groep G № 528 «onderlinge duels» 20:15 uur | Ferjani Sassi 90' |       |         | Mustapha Ben Jannetstadion, Monastir Scheidsrechter: Rajindraparsad Seechurn (MRI) |

|                                                                             |        |               |         |                                                                             |
| 15 november Kwalificatie AK 2015 Groep G № 529 «onderlinge duels» 18:00 uur | Egypte | 0 – 1         | Senegal | Cairo Stadium, Caïro Toeschouwers: 20.000 Scheidsrechter: Sidi Alioum (CMR) |
| 15 november Kwalificatie AK 2015 Groep G № 529 «onderlinge duels» 18:00 uur |        | 8' Mame Diouf |         | Cairo Stadium, Caïro Toeschouwers: 20.000 Scheidsrechter: Sidi Alioum (CMR) |

|                                                                             |                                                   |       |          |                                                                                                 |
| 19 november Kwalificatie AK 2015 Groep G № 530 «onderlinge duels» 18:00 uur | Senegal                                           | 3 – 0 | Botswana | Stade Léopold Sédar Senghor, Dakar Toeschouwers: 40.000 Scheidsrechter: Mehdi Abid Charef (ALG) |
| 19 november Kwalificatie AK 2015 Groep G № 530 «onderlinge duels» 18:00 uur | Serigne Mbodj 20' Papiss Cissé 26' Moussa Sow 72' |       |          | Stade Léopold Sédar Senghor, Dakar Toeschouwers: 40.000 Scheidsrechter: Mehdi Abid Charef (ALG) |

### 2015
|                                                                |                       |       |       |                                                           |
| 9 januari Vriendschappelijk № 531 «onderlinge duels» 14:00 uur | Senegal               | 1 – 0 | Gabon | Complexe sportif Raja-Oasis, Casablanca Toeschouwers: 150 |
| 9 januari Vriendschappelijk № 531 «onderlinge duels» 14:00 uur | Moussa Sow 68' (pen.) |       |       | Complexe sportif Raja-Oasis, Casablanca Toeschouwers: 150 |

|                                                                 |                                                                                     |       |                                              |                                                                                                |
| 13 januari Vriendschappelijk № 532 «onderlinge duels» 14:30 uur | Senegal                                                                             | 5 – 2 | Guinee                                       | Complexe Mohamed-Benjelloun, Casablanca Toeschouwers: 200 Scheidsrechter: Mounir Mabrouk (MAR) |
| 13 januari Vriendschappelijk № 532 «onderlinge duels» 14:30 uur | Dame N'Doye 30' Dame N'Doye 45' Serigne Mbodj 57' Pape Souaré 72' Moussa Konaté 81' |       | 75' (pen.) Kévin Constant 90' Ibrahima Conté | Complexe Mohamed-Benjelloun, Casablanca Toeschouwers: 200 Scheidsrechter: Mounir Mabrouk (MAR) |

| Afrikaans kampioenschap voetbal 2015 |
| ------------------------------------ |

|                                                                               |                       |       |                                 |                                                                                        |
| 19 januari Afrikaans kampioenschap Groep C № 533 «onderlinge duels» 17:00 uur | Ghana                 | 1 – 2 | Senegal                         | Estadio de Mongomo, Mongomo Toeschouwers: 13.569 Scheidsrechter: Bernard Camille (SEY) |
| 19 januari Afrikaans kampioenschap Groep C № 533 «onderlinge duels» 17:00 uur | André Ayew 14' (pen.) |       | 58' Mame Diouf 90+3' Moussa Sow | Estadio de Mongomo, Mongomo Toeschouwers: 13.569 Scheidsrechter: Bernard Camille (SEY) |

|                                                                               |                  |       |                   |                                                                                       |
| 23 januari Afrikaans kampioenschap Groep C № 534 «onderlinge duels» 20:00 uur | Zuid-Afrika      | 1 – 1 | Senegal           | Estadio de Mongomo, Mongomo Toeschouwers: 13.674 Scheidsrechter: Ali Lemghaifry (MTN) |
| 23 januari Afrikaans kampioenschap Groep C № 534 «onderlinge duels» 20:00 uur | Oupa Manyisa 47' |       | 60' Serigne Mbodj | Estadio de Mongomo, Mongomo Toeschouwers: 13.674 Scheidsrechter: Ali Lemghaifry (MTN) |

|                                                                               |         |                                     |          | |
| 27 januari Afrikaans kampioenschap Groep C № 535 «onderlinge duels» 19:00 uur | Senegal | 0 – 2                               | Algerije | Nuevo Estadio de Malabo, Malabo Toeschouwers: 14.549 Scheidsrechter: Rajindraparsad Seechurn (MRI) |
| 27 januari Afrikaans kampioenschap Groep C № 535 «onderlinge duels» 19:00 uur |         | 11' Riyad Mahrez 82' Nabil Bentaleb |          | Nuevo Estadio de Malabo, Malabo Toeschouwers: 14.549 Scheidsrechter: Rajindraparsad Seechurn (MRI) |

|  |  |  |  |  |  |  |  |  |

|                                                               |                   |       |                                     |                                                                              |
| 28 maart Vriendschappelijk № 536 «onderlinge duels» 19:45 uur | Ghana             | 1 – 2 | Senegal                             | Stade Océane, Le Havre Toeschouwers: 5.466 Scheidsrechter: Darren Bond (ENG) |
| 28 maart Vriendschappelijk № 536 «onderlinge duels» 19:45 uur | Yiadom Boakye 84' |       | 66' Moussa Konaté 76' Moussa Konaté | Stade Océane, Le Havre Toeschouwers: 5.466 Scheidsrechter: Darren Bond (ENG) |

|                                                                         |                                                          |       |                  |                                                                          |
| 13 juni Kwalificatie AK 2017 Groep K № 537 «onderlinge duels» 19:00 uur | Senegal                                                  | 3 – 1 | Burundi          | Stade Léopold Sédar Senghor, Dakar Scheidsrechter: Mahamadou Keita (MLI) |
| 13 juni Kwalificatie AK 2017 Groep K № 537 «onderlinge duels» 19:00 uur | Moussa Konaté 15' (pen.) Mame Diouf 63' Sadio Mané 90+1' |       | 59' Fiston Razak | Stade Léopold Sédar Senghor, Dakar Scheidsrechter: Mahamadou Keita (MLI) |

|                                                                   |                                                     |       |                  |                                                                             |
| 20 juni Kwalificatie CHAN 2016 № 538 «onderlinge duels» 17:00 uur | Senegal                                             | 3 – 1 | Gambia           | Stade Demba Diop, Dakar Toeschouwers: 8.500 Scheidsrechter: Juste Zio (BUR) |
| 20 juni Kwalificatie CHAN 2016 № 538 «onderlinge duels» 17:00 uur | Mamadou Niang 9' Abdoulaye Ba 45' Mamadou Niang 90' |       | 59' Fiston Razak | Stade Demba Diop, Dakar Toeschouwers: 8.500 Scheidsrechter: Juste Zio (BUR) |

|                                                                  |        |                    |         |                                                                         |
| 4 juli Kwalificatie CHAN 2016 № 539 «onderlinge duels» 16:30 uur | Gambia | 0 – 1              | Senegal | Onafhankelijkheidsstadion, Bakau Scheidsrechter: Nasrallah Jawadi (TUN) |
| 4 juli Kwalificatie CHAN 2016 № 539 «onderlinge duels» 16:30 uur |        | 11' Mouhamed Ndoye |         | Onafhankelijkheidsstadion, Bakau Scheidsrechter: Nasrallah Jawadi (TUN) |

|                                                                  |         |                                     |         |                                                                    |
| 5 september Vriendschappelijk № 540 «onderlinge duels» 15:30 uur | Namibië | 0 – 2                               | Senegal | Sam Nujomastadion, Windhoek Scheidsrechter: Wellington Kaoma (ZAM) |
| 5 september Vriendschappelijk № 540 «onderlinge duels» 15:30 uur |         | 36' Cheikhou Kouyaté 56' Sadio Mané |         | Sam Nujomastadion, Windhoek Scheidsrechter: Wellington Kaoma (ZAM) |

|                                                                  |                 |       |         |                                                                                           |
| 8 september Vriendschappelijk № 541 «onderlinge duels» 20:00 uur | Zuid-Afrika     | 1 – 0 | Senegal | Orlandostadion, Johannesburg Toeschouwers: 8.000 Scheidsrechter: Eric Otogo-Castane (GAB) |
| 8 september Vriendschappelijk № 541 «onderlinge duels» 20:00 uur | Mpho Makola 78' |       |         | Orlandostadion, Johannesburg Toeschouwers: 8.000 Scheidsrechter: Eric Otogo-Castane (GAB) |

|                                                                 |                    |       |         |                                                                       |
| 13 oktober Vriendschappelijk № 542 «onderlinge duels» 20:30 uur | Algerije           | 1 – 0 | Senegal | Stade du 5 Juillet 1962, Algiers Scheidsrechter: Ibrahim Mamane (NIG) |
| 13 oktober Vriendschappelijk № 542 «onderlinge duels» 20:30 uur | Yacine Brahimi 81' |       |         | Stade du 5 Juillet 1962, Algiers Scheidsrechter: Ibrahim Mamane (NIG) |

|                                                                      |                                         |       |         |                                                              |
| 17 oktober Kwalificatie CHAN 2016 № 543 «onderlinge duels» 18:00 uur | Guinee                                  | 2 – 0 | Senegal | Stade du 26 mars, Bamako Scheidsrechter: Denis Dembélé (CIV) |
| 17 oktober Kwalificatie CHAN 2016 № 543 «onderlinge duels» 18:00 uur | Aboubacar Sylla 12' Aboubacar Sylla 24' |       |         | Stade du 26 mars, Bamako Scheidsrechter: Denis Dembélé (CIV) |

|                                                                      |                                                     |       |                       |                                                            |
| 24 oktober Kwalificatie CHAN 2016 № 544 «onderlinge duels» 17:00 uur | Senegal                                             | 3 – 1 | Guinee                | Stade Demba Diop, Dakar Scheidsrechter: Hicham Tiazi (MAR) |
| 24 oktober Kwalificatie CHAN 2016 № 544 «onderlinge duels» 17:00 uur | Sylvain Badji 14' Ibrahima Keita 84' Alioune Bâ 90' |       | 3' Aboubacar Bangoura | Stade Demba Diop, Dakar Scheidsrechter: Hicham Tiazi (MAR) |

|                                                                                  |                                                   |       |                               |                                                                                           |
| 13 november Kwalificatie WK 2018 Tweede ronde № 545 «onderlinge duels» 13:30 uur | Madagaskar                                        | 2 – 2 | Senegal                       | Mahamasinastadion, Antananarivo Toeschouwers: 24.000 Scheidsrechter: Hudu Munyemana (RWA) |
| 13 november Kwalificatie WK 2018 Tweede ronde № 545 «onderlinge duels» 13:30 uur | Faneva Andriatsima 27' Njiva Rakotoharimalala 59' |       | 70' Mame Diouf 82' Sadio Mané | Mahamasinastadion, Antananarivo Toeschouwers: 24.000 Scheidsrechter: Hudu Munyemana (RWA) |

|                                                                                  |                                                       |       |            |                                                                                            |
| 17 november Kwalificatie WK 2018 Tweede ronde № 546 «onderlinge duels» 18:00 uur | Senegal                                               | 3 – 0 | Madagaskar | Stade Léopold Sédar Senghor, Dakar Toeschouwers: 35.000 Scheidsrechter: Joshua Bondo (BOT) |
| 17 november Kwalificatie WK 2018 Tweede ronde № 546 «onderlinge duels» 18:00 uur | Cheikhou Kouyaté 19' Moussa Konaté 54' Mame Diouf 82' |       |            | Stade Léopold Sédar Senghor, Dakar Toeschouwers: 35.000 Scheidsrechter: Joshua Bondo (BOT) |

### 2016
|                                                                  |                                      |       |         |                                                                             |
| 10 februari Vriendschappelijk № 547 «onderlinge duels» 19:30 uur | Mexico                               | 2 – 0 | Senegal | Marlins Park, Miami Toeschouwers: 15.588 Scheidsrechter: Jair Marrufo (USA) |
| 10 februari Vriendschappelijk № 547 «onderlinge duels» 19:30 uur | Jesús Dueñas 73' Rodolfo Pizarro 87' |       |         | Marlins Park, Miami Toeschouwers: 15.588 Scheidsrechter: Jair Marrufo (USA) |

|                                                                          |                                 |       |       |                                                                       |
| 26 maart Kwalificatie AK 2017 Groep K № 548 «onderlinge duels» 18:00 uur | Senegal                         | 2 – 0 | Niger | Stade Léopold Sédar Senghor, Dakar Scheidsrechter: Mohamed Omar (LBY) |
| 26 maart Kwalificatie AK 2017 Groep K № 548 «onderlinge duels» 18:00 uur | Momo Diamé 13' Oumar Niasse 68' |       |       | Stade Léopold Sédar Senghor, Dakar Scheidsrechter: Mohamed Omar (LBY) |

|                                                                          |                               |       |                                           |                                                                            |
| 29 maart Kwalificatie AK 2017 Groep K № 549 «onderlinge duels» 15:00 uur | Niger                         | 1 – 2 | Senegal                                   | Stade Général Seyni Kountché, Niamey Scheidsrechter: Mohamed Benouza (ALG) |
| 29 maart Kwalificatie AK 2017 Groep K № 549 «onderlinge duels» 15:00 uur | Victorien Adebayor 67' (pen.) |       | 22' (pen.) Moussa Konaté 43' Papa N'Diaye | Stade Général Seyni Kountché, Niamey Scheidsrechter: Mohamed Benouza (ALG) |

|                                                             |        |                                       |         |                                                                                  |
| 28 mei Vriendschappelijk № 550 «onderlinge duels» 15:30 uur | Rwanda | 0 – 2                                 | Senegal | Amahorostadion, Kigali Toeschouwers: 12.000 Scheidsrechter: Anthony Ogwayo (KEN) |
| 28 mei Vriendschappelijk № 550 «onderlinge duels» 15:30 uur |        | 18' Mame Diouf 32' Younousse Sankharé |         | Amahorostadion, Kigali Toeschouwers: 12.000 Scheidsrechter: Anthony Ogwayo (KEN) |

|                                                                        |         |                               |         |                                                                               |
| 4 juni Kwalificatie AK 2017 Groep K № 551 «onderlinge duels» 15:00 uur | Burundi | 0 – 2                         | Senegal | Prins Louis Rwagasorestadion, Bujumbura Scheidsrechter: Bernard Camille (SEY) |
| 4 juni Kwalificatie AK 2017 Groep K № 551 «onderlinge duels» 15:00 uur |         | 15' Sadio Mané 45' Mame Diouf |         | Prins Louis Rwagasorestadion, Bujumbura Scheidsrechter: Bernard Camille (SEY) |

|                                                                             |                                                 |       |         |                                                                         |
| 3 september Kwalificatie AK 2017 Groep K № 552 «onderlinge duels» 17:30 uur | Senegal                                         | 2 – 0 | Namibië | Stade Léopold Sédar Senghor, Dakar Scheidsrechter: Bienvenu Sinko (CIV) |
| 3 september Kwalificatie AK 2017 Groep K № 552 «onderlinge duels» 17:30 uur | Baldé Diao Keita 34' Famara Diedhiou 89' (pen.) |       |         | Stade Léopold Sédar Senghor, Dakar Scheidsrechter: Bienvenu Sinko (CIV) |

|                                                                           |                                     |       |            |                                                                           |
| 8 oktober Kwalificatie WK 2018 Groep D № 553 «onderlinge duels» 20:00 uur | Senegal                             | 2 – 0 | Kaapverdië | Stade Léopold Sédar Senghor, Dakar Scheidsrechter: Youssef Essrayri (TUN) |
| 8 oktober Kwalificatie WK 2018 Groep D № 553 «onderlinge duels» 20:00 uur | Baldé Diao Keita 24' Moussa Sow 80' |       |            | Stade Léopold Sédar Senghor, Dakar Scheidsrechter: Youssef Essrayri (TUN) |

|                                                                             |                                                  |       |                   |                                                                     |
| 12 november Kwalificatie WK 2018 Groep D № 554 «onderlinge duels» 14:00 uur | Zuid-Afrika                                      | 2 – 1 | Senegal           | Peter Mokabastadion, Polokwane Scheidsrechter: Joseph Lamptey (GHA) |
| 12 november Kwalificatie WK 2018 Groep D № 554 «onderlinge duels» 14:00 uur | Thulani Hlatshwayo 43' (pen.) Thulani Serero 45' |       | 75' Cheikh N'Doye | Peter Mokabastadion, Polokwane Scheidsrechter: Joseph Lamptey (GHA) |

### 2017
|                                                                |                                 |       |                        |                                                                                                   |
| 8 januari Vriendschappelijk № 555 «onderlinge duels» 13:30 uur | Senegal                         | 2 – 1 | Libië                  | Stade Municipal de Kintélé, Brazzaville Toeschouwers: 2.000 Scheidsrechter: Messie Nkounkou (CGO) |
| 8 januari Vriendschappelijk № 555 «onderlinge duels» 13:30 uur | Moussa Sow 18' Ismaïla Sarr 63' |       | 68' Mohamed Al-Ghanodi | Stade Municipal de Kintélé, Brazzaville Toeschouwers: 2.000 Scheidsrechter: Messie Nkounkou (CGO) |

|                                                                 |                   |                                       |         |                                                                              |
| 11 januari Vriendschappelijk № 556 «onderlinge duels» 14:30 uur | Congo-Brazzaville | 0 – 2                                 | Senegal | Stade Municipal de Kintélé, Brazzaville Scheidsrechter: Kabanga Malala (COD) |
| 11 januari Vriendschappelijk № 556 «onderlinge duels» 14:30 uur |                   | 19' Baldé Diao Keita 46' Papa N'Diaye |         | Stade Municipal de Kintélé, Brazzaville Scheidsrechter: Kabanga Malala (COD) |

| Afrikaans kampioenschap 2017 |
| ---------------------------- |

|                                                                               |         |                                       |         |                                                                     |
| 15 januari Afrikaans kampioenschap Groep B № 557 «onderlinge duels» 20:00 uur | Tunesië | 0 – 2                                 | Senegal | Stade de Franceville, Franceville Scheidsrechter: Sidi Alioum (CMR) |
| 15 januari Afrikaans kampioenschap Groep B № 557 «onderlinge duels» 20:00 uur |         | 10' (pen.) Sadio Mané 30' Kara Mbodji |         | Stade de Franceville, Franceville Scheidsrechter: Sidi Alioum (CMR) |

|                                                                               |                                |       |          |                                                                        |
| 19 januari Afrikaans kampioenschap Groep B № 558 «onderlinge duels» 20:00 uur | Senegal                        | 2 – 0 | Zimbabwe | Stade de Franceville, Franceville Scheidsrechter: Redouane Jiyed (MAR) |
| 19 januari Afrikaans kampioenschap Groep B № 558 «onderlinge duels» 20:00 uur | Sadio Mané 9' Henri Saivet 13' |       |          | Stade de Franceville, Franceville Scheidsrechter: Redouane Jiyed (MAR) |

|                                                                               |                                   |       |                                     |                                                                      |
| 23 januari Afrikaans kampioenschap Groep B № 559 «onderlinge duels» 20:00 uur | Senegal                           | 2 – 2 | Algerije                            | Stade de Franceville, Franceville Scheidsrechter: Joshua Bondo (BOT) |
| 23 januari Afrikaans kampioenschap Groep B № 559 «onderlinge duels» 20:00 uur | Papakouli Diop 44' Moussa Sow 53' |       | 10' Islam Slimani 52' Islam Slimani | Stade de Franceville, Franceville Scheidsrechter: Joshua Bondo (BOT) |

|                                                                                   |                                                                  |              |                                                                                  |                                                                       |
| 28 januari Afrikaans kampioenschap Kwartfinale № 560 «onderlinge duels» 20:00 uur | Senegal                                                          | 0 – 0 (n.v.) | Kameroen                                                                         | Stade de Franceville, Franceville Scheidsrechter: Janny Sikazwe (ZAM) |
| 28 januari Afrikaans kampioenschap Kwartfinale № 560 «onderlinge duels» 20:00 uur |                                                                  |              |                                                                                  | Stade de Franceville, Franceville Scheidsrechter: Janny Sikazwe (ZAM) |
| 28 januari Afrikaans kampioenschap Kwartfinale № 560 «onderlinge duels» 20:00 uur | Strafschoppen                                                    |              |                                                                                  | Stade de Franceville, Franceville Scheidsrechter: Janny Sikazwe (ZAM) |
| 28 januari Afrikaans kampioenschap Kwartfinale № 560 «onderlinge duels» 20:00 uur | Kalidou Koulibaly Kara Mbodji Moussa Sow Henri Saivet Sadio Mané | 4 – 5        | Benjamin Moukandjo Ambroise Oyongo Adolphe Teikeu Jacques Zoua Vincent Aboubakar | Stade de Franceville, Franceville Scheidsrechter: Janny Sikazwe (ZAM) |

|  |  |  |  |  |  |  |  |  |

|                                                               |                       |       |                |                                                                                   |
| 23 maart Vriendschappelijk № 561 «onderlinge duels» 20:00 uur | Nigeria               | 1 – 1 | Senegal        | The Hive Stadium, Londen Toeschouwers: 2.013 Scheidsrechter: Anthony Taylor (ENG) |
| 23 maart Vriendschappelijk № 561 «onderlinge duels» 20:00 uur | Kelechi Iheanacho 82' |       | 54' Moussa Sow | The Hive Stadium, Londen Toeschouwers: 2.013 Scheidsrechter: Anthony Taylor (ENG) |

|                                                           |                    |          |                       |                                                                                |
| 27 maart Vriendschappelijk № «onderlinge duels» 19:00 uur | Ivoorkust          | gestaakt | Senegal               | Stade Charléty, Parijs Toeschouwers: 10.000 Scheidsrechter: Tony Chapron (FRA) |
| 27 maart Vriendschappelijk № «onderlinge duels» 19:00 uur | Gohi Bi Cyriac 70' |          | 68' (pen.) Sadio Mané | Stade Charléty, Parijs Toeschouwers: 10.000 Scheidsrechter: Tony Chapron (FRA) |

|                                                             |         |       |         |                                                                                           |
| 5 juni Vriendschappelijk № 562 «onderlinge duels» 21:00 uur | Senegal | 0 – 0 | Oeganda | Stade Léopold Sédar Senghor, Dakar Toeschouwers: 21.000 Scheidsrechter: Omar Sallah (GAM) |
| 5 juni Vriendschappelijk № 562 «onderlinge duels» 21:00 uur |         |       |         | Stade Léopold Sédar Senghor, Dakar Toeschouwers: 21.000 Scheidsrechter: Omar Sallah (GAM) |

|                                                                         |                                                |       |                    |                                                                          |
| 10 juni Kwalificatie AK 2019 Groep A № 563 «onderlinge duels» 21:00 uur | Senegal                                        | 3 – 0 | Equatoriaal-Guinea | Stade Léopold Sédar Senghor, Dakar Scheidsrechter: Rédouande Jiyed (MAR) |
| 10 juni Kwalificatie AK 2019 Groep A № 563 «onderlinge duels» 21:00 uur | Moussa Sow 1' Moussa Sow 73' Idrissa Gueye 90' |       |                    | Stade Léopold Sédar Senghor, Dakar Scheidsrechter: Rédouande Jiyed (MAR) |

|                                                                   |                    |       |                           |                                                                |
| 15 juli Kwalificatie CHAN 2018 № 564 «onderlinge duels» 16:30 uur | Sierra Leone       | 1 – 1 | Senegal                   | Nationaal stadion, Freetown Scheidsrechter: Manuel Timas (CPV) |
| 15 juli Kwalificatie CHAN 2018 № 564 «onderlinge duels» 16:30 uur | Kemson Fofanah 63' |       | 85' (pen.) Sidy Bara Diop | Nationaal stadion, Freetown Scheidsrechter: Manuel Timas (CPV) |

|                                                                   |                                                          |       |                     |                                                                 |
| 22 juli Kwalificatie CHAN 2018 № 565 «onderlinge duels» 17:00 uur | Senegal                                                  | 3 – 1 | Sierra Leone        | Stade Al Djigo, Dakar Scheidsrechter: Gilberto dos Santos (GBS) |
| 22 juli Kwalificatie CHAN 2018 № 565 «onderlinge duels» 17:00 uur | Amadou Dia N'Diaye 4' Alassane Ndao 51' Daouda Diémé 65' |       | 5' Nathaniel Fullah | Stade Al Djigo, Dakar Scheidsrechter: Gilberto dos Santos (GBS) |

|                                                                       |                                                                |       |                          |                                                            |
| 15 augustus Kwalificatie CHAN 2018 № 566 «onderlinge duels» 17:00 uur | Senegal                                                        | 3 – 1 | Guinee                   | Stade Al Djigo, Dakar Scheidsrechter: Ferdinand Udoh (NGR) |
| 15 augustus Kwalificatie CHAN 2018 № 566 «onderlinge duels» 17:00 uur | Amadou Dia N'Diaye 14' Amadou Dia N'Diaye 70' Assane Mbodj 83' |       | 67' Mohamed Sorel Camara | Stade Al Djigo, Dakar Scheidsrechter: Ferdinand Udoh (NGR) |

|                                                                       |                                                                                              |       |         |                                                                      |
| 22 augustus Kwalificatie CHAN 2018 № 567 «onderlinge duels» 16:30 uur | Guinee                                                                                       | 5 – 0 | Senegal | Stade du 28 Septembre, Conakry Scheidsrechter: Mahamadou Keita (MLI) |
| 22 augustus Kwalificatie CHAN 2018 № 567 «onderlinge duels» 16:30 uur | Sékou Amadou Camara 9' Mohamed N'Diaye 31' Ibrahima Sory Sankhon 45' Sékou Amadou Camara 77' |       |         | Stade du 28 Septembre, Conakry Scheidsrechter: Mahamadou Keita (MLI) |

|                                                                             |         |       |              |                                                                                            |
| 2 september Kwalificatie WK 2018 Groep D № 568 «onderlinge duels» 20:00 uur | Senegal | 0 – 0 | Burkina Faso | Stade Léopold Sédar Senghor, Dakar Toeschouwers: 42.901 Scheidsrechter: Joshua Bondo (BOT) |
| 2 september Kwalificatie WK 2018 Groep D № 568 «onderlinge duels» 20:00 uur |         |       |              | Stade Léopold Sédar Senghor, Dakar Toeschouwers: 42.901 Scheidsrechter: Joshua Bondo (BOT) |

|                                                                             |                                     |       |                                 |                                                                                       |
| 5 september Kwalificatie WK 2018 Groep D № 569 «onderlinge duels» 18:00 uur | Burkina Faso                        | 2 – 2 | Senegal                         | Stade du 4-Août, Ouagadougou Toeschouwers: 35.000 Scheidsrechter: Janny Sikazwe (ZAM) |
| 5 september Kwalificatie WK 2018 Groep D № 569 «onderlinge duels» 18:00 uur | Bertrand Traoré 8' Alain Traoré 88' |       | 26' Ismaïla Sarr 75' Sadio Mané | Stade du 4-Août, Ouagadougou Toeschouwers: 35.000 Scheidsrechter: Janny Sikazwe (ZAM) |

|                                                                              |               |              |         |                                                               |
| 9 september WAFU Nations Cup Eerste ronde № 570 «onderlinge duels» 18:00 uur | Senegal       | 0 – 0 (n.v.) | Liberia | Cape Coaststadion, Cape Coast Scheidsrechter: Baba Léno (GUI) |
| 9 september WAFU Nations Cup Eerste ronde № 570 «onderlinge duels» 18:00 uur |               |              |         | Cape Coaststadion, Cape Coast Scheidsrechter: Baba Léno (GUI) |
| 9 september WAFU Nations Cup Eerste ronde № 570 «onderlinge duels» 18:00 uur | Strafschoppen |              |         | Cape Coaststadion, Cape Coast Scheidsrechter: Baba Léno (GUI) |
| 9 september WAFU Nations Cup Eerste ronde № 570 «onderlinge duels» 18:00 uur | 5 – 4         |              |         | Cape Coaststadion, Cape Coast Scheidsrechter: Baba Léno (GUI) |

|                                                                          |                  |       |                                             |                                                                       |
| 15 september WAFU Nations Cup Groep 2 № 571 «onderlinge duels» 15:00 uur | Senegal          | 1 – 2 | Niger                                       | Cape Coaststadion, Cape Coast Scheidsrechter: Boukari Ouedraogo (BUR) |
| 15 september WAFU Nations Cup Groep 2 № 571 «onderlinge duels» 15:00 uur | Assane Mbodj 61' |       | 29' Adebayor Zakari Adje 88' Hinsa Issoufou | Cape Coaststadion, Cape Coast Scheidsrechter: Boukari Ouedraogo (BUR) |

|                                                                          |                                                                              |       |       |                                                                           |
| 17 september WAFU Nations Cup Groep 2 № 572 «onderlinge duels» 18:00 uur | Senegal                                                                      | 4 – 0 | Benin | Cape Coast Sportstadion, Cape Coast Scheidsrechter: Cecil Fleischer (GHA) |
| 17 september WAFU Nations Cup Groep 2 № 572 «onderlinge duels» 18:00 uur | Moussa Djitte 29' Mohammed Kane 39' Ablaye Diene 60' (pen.) Amadu Ndiaye 85' |       |       | Cape Coast Sportstadion, Cape Coast Scheidsrechter: Cecil Fleischer (GHA) |

|                                                                          |         |       |           |                                                                           |
| 19 september WAFU Nations Cup Groep 2 № 573 «onderlinge duels» 18:00 uur | Senegal | 0 – 0 | Ivoorkust | Cape Coast Sportstadion, Cape Coast Scheidsrechter: Cecil Fleischer (GHA) |
| 19 september WAFU Nations Cup Groep 2 № 573 «onderlinge duels» 18:00 uur |         |       |           | Cape Coast Sportstadion, Cape Coast Scheidsrechter: Cecil Fleischer (GHA) |

|                                                                           |            |                                      |         |                                                                                               |
| 7 oktober Kwalificatie WK 2018 Groep D № 574 «onderlinge duels» 16:30 uur | Kaapverdië | 0 – 2                                | Senegal | Estádio Nacional de Cabo Verde, Praia Toeschouwers: 14.000 Scheidsrechter: Gehad Grisha (EGY) |
| 7 oktober Kwalificatie WK 2018 Groep D № 574 «onderlinge duels» 16:30 uur |            | 82' Diafra Sakho 90+2' Cheikh N'Doye |         | Estádio Nacional de Cabo Verde, Praia Toeschouwers: 14.000 Scheidsrechter: Gehad Grisha (EGY) |

|                                                                             |             |                                              |         |                                                                                           |
| 10 november Kwalificatie WK 2018 Groep D № 575 «onderlinge duels» 19:00 uur | Zuid-Afrika | 0 – 2                                        | Senegal | Peter Mokabastadion, Pietersburg Toeschouwers: 40.000 Scheidsrechter: Janny Sikazwe (ZAM) |
| 10 november Kwalificatie WK 2018 Groep D № 575 «onderlinge duels» 19:00 uur |             | 11' Diafra Sakho 38' (e.d.) Thamsanqa Mkhize |         | Peter Mokabastadion, Pietersburg Toeschouwers: 40.000 Scheidsrechter: Janny Sikazwe (ZAM) |

|                                                                             |                                   |       |               | |
| 14 november Kwalificatie WK 2018 Groep D № 576 «onderlinge duels» 19:30 uur | Senegal                           | 2 – 1 | Zuid-Afrika   | Stade Léopold Sédar Senghor, Dakar Toeschouwers: 50.000 Scheidsrechter: Bamlak Tessema Weyesa (ETH) |
| 14 november Kwalificatie WK 2018 Groep D № 576 «onderlinge duels» 19:30 uur | Opa Nguette 55' Kara Mbodji 90+2' |       | 63' Percy Tau | Stade Léopold Sédar Senghor, Dakar Toeschouwers: 50.000 Scheidsrechter: Bamlak Tessema Weyesa (ETH) |

### 2018
|                                                               |                   |       |                            |                                                                                              |
| 23 maart Vriendschappelijk № 577 «onderlinge duels» 18:30 uur | Senegal           | 1 – 1 | Oezbekistan                | Stade Mohammed V, Casablanca Toeschouwers: 2.200 Scheidsrechter: Noureddine El Jafaari (MAR) |
| 23 maart Vriendschappelijk № 577 «onderlinge duels» 18:30 uur | Moussa Konaté 63' |       | 21' (pen.) Otabek Shukurov | Stade Mohammed V, Casablanca Toeschouwers: 2.200 Scheidsrechter: Noureddine El Jafaari (MAR) |

|                                                               |         |       |                       |                                                                                   |
| 27 maart Vriendschappelijk № 578 «onderlinge duels» 20:00 uur | Senegal | 0 – 0 | Bosnië en Herzegovina | Stade Océane, Le Havre Toeschouwers: 2.851 Scheidsrechter: Stephan Klossner (SUI) |
| 27 maart Vriendschappelijk № 578 «onderlinge duels» 20:00 uur |         |       |                       | Stade Océane, Le Havre Toeschouwers: 2.851 Scheidsrechter: Stephan Klossner (SUI) |

|                                                             |           |       |         |                                                                                        |
| 31 mei Vriendschappelijk № 579 «onderlinge duels» 20:00 uur | Luxemburg | 0 – 0 | Senegal | Stade Josy Barthel, Luxemburg Toeschouwers: 3.816 Scheidsrechter: Xavier Estrada (ESP) |
| 31 mei Vriendschappelijk № 579 «onderlinge duels» 20:00 uur |           |       |         | Stade Josy Barthel, Luxemburg Toeschouwers: 3.816 Scheidsrechter: Xavier Estrada (ESP) |

|                                                             |                                      |       |                  |                                                                                    |
| 8 juni Vriendschappelijk № 580 «onderlinge duels» 18:00 uur | Kroatië                              | 2 – 1 | Senegal          | Stadion Gradski Vrt, Osijek Toeschouwers: 15.998 Scheidsrechter: Ádam Farkas (HUN) |
| 8 juni Vriendschappelijk № 580 «onderlinge duels» 18:00 uur | Ivan Perišić 63' Andrej Kramarić 78' |       | 48' Ismaïla Sarr | Stadion Gradski Vrt, Osijek Toeschouwers: 15.998 Scheidsrechter: Ádam Farkas (HUN) |

|                                                              |                                                      |       |            |                                                                                  |
| 11 juni Vriendschappelijk № 581 «onderlinge duels» 16:30 uur | Senegal                                              | 2 – 0 | Zuid-Korea | Untersberg-Arena, Grödig Toeschouwers: geen Scheidsrechter: Harald Lechner (AUT) |
| 11 juni Vriendschappelijk № 581 «onderlinge duels» 16:30 uur | Kim Young-gwon 67' (e.d.) Moussa Konaté 90+1' (pen.) |       |            | Untersberg-Arena, Grödig Toeschouwers: geen Scheidsrechter: Harald Lechner (AUT) |

|                                                                     |                                        |       |                                        |                                                                    |
| 9 september Kwalificatie AK 2019 № 586 «onderlinge duels» 14:30 uur | Madagaskar                             | 2 – 2 | Senegal                                | Mahamasinastadion, Antananarivo Scheidsrechter: Joshua Bondo (BOT) |
| 9 september Kwalificatie AK 2019 № 586 «onderlinge duels» 14:30 uur | Paulin Voavy 43' Kalidou Koulibaly 67' |       | Moussa Konaté 67' Keita Baldé Diao 62' | Mahamasinastadion, Antananarivo Scheidsrechter: Joshua Bondo (BOT) |

|                                                                    |                                                        |       |        |                                                                                |
| 13 oktober Kwalificatie AK 2019 № 587 «onderlinge duels» 19:00 uur | Senegal                                                | 3 – 0 | Soedan | Stade Léopold Sédar Senghor, Dakar Scheidsrechter: Bamlak Tessema Weyesa (ETP) |
| 13 oktober Kwalificatie AK 2019 № 587 «onderlinge duels» 19:00 uur | Pape Abou Cissé 17' Idrissa Gueye 18' M'Baye Niang 50' |       |        | Stade Léopold Sédar Senghor, Dakar Scheidsrechter: Bamlak Tessema Weyesa (ETP) |

| Wereldkampioenschap voetbal 2018 |
| -------------------------------- |

|                                                            |                         |       |                                           |                                                                                     |
| 19 juni WK 2018 Groep H № 582 «onderlinge duels» 17:00 uur | Polen                   | 1 – 2 | Senegal                                   | Otkrytieje Arena, Moskou Toeschouwers: 44.190 Scheidsrechter: Nawaf Shukralla (BHR) |
| 19 juni WK 2018 Groep H № 582 «onderlinge duels» 17:00 uur | Grzegorz Krychowiak 86' |       | 36' (e.d.) Thiago Cionek 60' M'Baye Niang | Otkrytieje Arena, Moskou Toeschouwers: 44.190 Scheidsrechter: Nawaf Shukralla (BHR) |

|                                                            |                                    |       |                                 |                                                                                              |
| 24 juni WK 2018 Groep H № 583 «onderlinge duels» 20:00 uur | Japan                              | 2 – 2 | Senegal                         | Centraal Stadion, Jekaterinenburg Toeschouwers: 32.572 Scheidsrechter: Gianluca Rocchi (ITA) |
| 24 juni WK 2018 Groep H № 583 «onderlinge duels» 20:00 uur | Takashi Inui 34' Keisuke Honda 78' |       | 11' Sadio Mané 71' Moussa Wagué | Centraal Stadion, Jekaterinenburg Toeschouwers: 32.572 Scheidsrechter: Gianluca Rocchi (ITA) |

|                                                            |         |                |          |                                                                               |
| 28 juni WK 2018 Groep H № 584 «onderlinge duels» 16:00 uur | Senegal | 0 – 1          | Colombia | Cosmos Arena, Samara Toeschouwers: 41.970 Scheidsrechter: Milorad Mažić (SRB) |
| 28 juni WK 2018 Groep H № 584 «onderlinge duels» 16:00 uur |         | 74' Yerry Mina |          | Cosmos Arena, Samara Toeschouwers: 41.970 Scheidsrechter: Milorad Mažić (SRB) |

|  |  |  |  |  |  |  |  |  |

### 2019
FSF · 
A-internationals · 
Bondscoaches · Selecties · Senegalees vrouwenelftal · 
Olympisch elftal
1960 – 1969 · 
1970 – 1979 · 
1980 – 1989 · 
1990 – 1999 · 
2000 – 2009 · 
2010 – 2019 · 
2020 – 2029
WK 2002 · 
WK 2018 ·
WK 2022
OS 2012
1959 · 
1960 · 
1961 · 
1962 · 
1963 · 
1964 · 
1965 · 
1966 · 
1967 · 
1968 · 
1969 · 
1970 · 
1971 · 
1972 · 
1973 · 
1974 · 
1975 · 
1976 · 
1977 · 
1978 · 
1979 · 
1980 · 
1981 · 
1982 · 
1983 · 
1984 · 
1985 · 
1986 · 
1987 · 
1988 · 
1989 · 
1990 · 
1991 · 
1992 · 
1993 · 
1994 · 
1995 · 
1996 · 
1997 · 
1998 · 
1999 · 
2000 · 
2001 · 
2002 · 
2003 · 
2004 · 
2005 · 
2006 · 
2007 · 
2008 · 
2009 · 
2010 · 
2011 · 
2012 · 
2013 · 
2014 ·
2015 ·
2016 ·
2017 ·
2018 ·
2019 ·
2020 ·
2021 ·
2022 ·
2023
Algerije ·
Angola ·
Benin ·
Bolivia ·
Bosnië en Herzegovina ·
Botswana ·
Brazilië ·
Burkina Faso ·
Burundi ·
Centraal-Afrikaanse Republiek ·
Chili ·
China ·
Colombia · 
Congo-Brazzaville ·
Congo-Kinshasa ·
Denemarken ·
Ecuador ·
Egypte ·
Engeland ·
Equatoriaal-Guinea ·
Eritrea ·
Ethiopië ·
Frankrijk ·
Gabon ·
Gambia ·
Ghana ·
Griekenland ·
Guinee ·
Guinee-Bissau ·
Indonesië ·
Iran ·
Ivoorkust ·
Japan ·
Kaapverdië ·
Kameroen ·
Kenia ·
Kosovo ·
Kroatië · 
Lesotho ·
Liberia ·
Libië ·
Luxemburg ·
Madagaskar ·
Malawi ·
Maleisië ·
Mali ·
Marokko ·
Mauritanië ·
Mauritius ·
Mexico ·
Mozambique ·
Namibië ·
Nederland ·
Niger ·
Nigeria ·
Noorwegen ·
Oeganda ·
Oezbekistan ·
Oman ·
Polen ·
Qatar ·
Rwanda ·
Saoedi-Arabië ·
Sierra Leone ·
Soedan ·
Swaziland ·
Tanzania ·
Togo ·
Tunesië ·
Turkije ·
Uruguay ·
Verenigde Arabische Emiraten ·
Zambia ·
Zimbabwe ·
Zuid-Afrika ·
Zuid-Korea ·
Zuid-Soedan ·
Zweden
Algerije (2019, 2) ·
Colombia (2018) ·
Denemarken (2002) ·
Engeland (2022) ·
Frankrijk (2002) ·
Japan (2018) ·
Nederland (2022) ·
Polen (2018) ·
Uruguay (2002)
AFC-zone: Afghanistan · Australië · Bahrein · Bangladesh · Bhutan · Brunei · Cambodja · China · Chinees Taipei · Filipijnen · Guam · Hongkong · India · Indonesië · Iran · Irak · Japan · Jemen · Jordanië · Koeweit · Kirgizië · Laos · Libanon · Macau · Maleisië · Maldiven · Mongolië · Myanmar · Nepal · Noord-Korea · Oezbekistan · Oman · Oost-Timor · Pakistan · Palestina · Qatar · Saoedi-Arabië · Singapore · Sri Lanka · Syrië · Tadjikistan · Thailand · Turkmenistan · Verenigde Arabische Emiraten · Vietnam · Zuid-Korea

CAF-zone: Algerije · Angola · Benin · Botswana · Burkina Faso · Burundi · Centraal-Afrikaanse Republiek · Comoren · Congo-Brazzaville · Congo-Kinshasa · Djibouti · Egypte · Equatoriaal-Guinea · Eritrea · Ethiopië · Gabon · Gambia · Ghana · Guinee · Guinee-Bissau · Ivoorkust · Kaapverdië · Kameroen · Kenia · Lesotho · Liberia · Libië · Madagaskar · Malawi · Mali · Mauritanië · Mauritius · Marokko · Mozambique · Namibië · Niger · Nigeria · Oeganda · Rwanda · Sao Tomé en Principe · Senegal · Seychellen · Sierra Leone · Soedan · Somalië · Swaziland · Tanzania · Togo · Tsjaad · Tunesië · Zambia · Zimbabwe · Zuid-Afrika · Zuid-Soedan 

CONCACAF-zone: Amerikaanse Maagdeneilanden · Anguilla · Antigua en Barbuda · Aruba · Bahama's · Barbados · Belize · Bermuda · Britse Maagdeneilanden · Canada · Kaaimaneilanden · Costa Rica · Cuba · Curaçao · Dominica · Dominicaanse Republiek · El Salvador · Frans Guyana · Grenada · Guadeloupe · Guatemala · Guyana · Haïti · Honduras · Jamaica · Martinique · Mexico · Montserrat · 
Nicaragua · Panama · Puerto Rico · Saint Kitts en Nevis · Saint Lucia · Saint Vincent en de Grenadines · Sint Maarten · Suriname · Trinidad en Tobago · Turks- en Caicoseilanden · Verenigde Staten

CONMEBOL-zone: Argentinië · Bolivia · Brazilië · Chili · Colombia · Ecuador · Paraguay · Peru · Uruguay · Venezuela

OFC-zone: Amerikaans-Samoa · Cookeilanden · Fiji · Nieuw-Caledonië · Nieuw-Zeeland · Papoea-Nieuw-Guinea · Samoa · Salomoneilanden · Tahiti · Tonga · Vanuatu

UEFA-zone: Albanië · Andorra · Armenië · Azerbeidzjan · België · Bosnië en Herzegovina · Bulgarije · Cyprus · Denemarken · Duitsland · Engeland · Estland · Faeröer · Finland · Frankrijk · Georgië · Gibraltar · Griekenland · Hongarije · IJsland · Ierland · Israël · Italië · Kazachstan · Kosovo · Kroatië · Letland · Liechtenstein · Litouwen · Luxemburg · Macedonië · Malta · Moldavië · Montenegro · Nederland · Noord-Ierland · Noorwegen · Oekraïne · Oostenrijk · Polen · Portugal · Roemenië · Rusland · San Marino · Schotland · Servië · Slovenië · Slowakije · Spanje · Tsjechië · Turkije · Wales · Wit-Rusland · Zweden · Zwitserland